# Блеквелл (Оклахома)
Блеквелл (англ. Blackwell) — місто (англ. city) в США, в окрузі Кей штату Оклахома. Населення — 6085 осіб (2020).

## Географія
Блеквелл розташований за координатами 36°48′4″ пн. ш. 97°18′2″ зх. д. / 36.80111° пн. ш. 97.30056° зх. д. (36.800981, -97.300572).  За даними Бюро перепису населення США в 2010 році місто мало площу 14,24 км², з яких 14,23 км² — суходіл та 0,02 км² — водойми.

### Клімат
| Клімат : Блеквелл        | Клімат : Блеквелл | Клімат : Блеквелл | Клімат : Блеквелл | Клімат : Блеквелл | Клімат : Блеквелл | Клімат : Блеквелл | Клімат : Блеквелл | Клімат : Блеквелл | Клімат : Блеквелл | Клімат : Блеквелл | Клімат : Блеквелл | Клімат : Блеквелл | Клімат : Блеквелл |
| Показник                 | Січ.              | Лют.              | Бер.              | Квіт.             | Трав.             | Черв.             | Лип.              | Серп.             | Вер.              | Жовт.             | Лист.             | Груд.             | Рік               |
| Середній максимум, °C    | 6,4               | 9,7               | 15,7              | 21,7              | 26,3              | 32,0              | 35,4              | 34,4              | 29,2              | 23,0              | 14,6              | 8,2               | 21,4              |
| Середній мінімум, °C     | −5,4              | −2,8              | 2,2               | 8,0               | 13,1              | 18,2              | 20,8              | 20,1              | 16,2              | 9,5               | 2,7               | −3,2              | 8,3               |
| Норма опадів, мм         | 23                | 28                | 61                | 76                | 119               | 99                | 79                | 81                | 104               | 69                | 58                | 36                | 833               |
| ------------------------ | ----------------- | ----------------- | ----------------- | ----------------- | ----------------- | ----------------- | ----------------- | ----------------- | ----------------- | ----------------- | ----------------- | ----------------- | ----------------- |
| Джерело: Weatherbase.com |                   |                   |                   |                   |                   |                   |                   |                   |                   |                   |                   |                   |                   |

## Демографія
Згідно з переписом 2010 року, у місті мешкали 7092 особи в 2840 домогосподарствах у складі 1840 родин. Густота населення становила 498 осіб/км².  Було 3398 помешкань (239/км²).
Расовий склад населення:
| - 83,9 % — білих - 5,6 % — корінних американців - 0,4 % — чорних або афроамериканців - 0,3 % — азіатів - 3,7 % — осіб інших рас |

До двох чи більше рас належало 6,0 %. Частка іспаномовних становила 8,0 % від усіх жителів.
За віковим діапазоном населення розподілялося таким чином: 26,5 % — особи молодші 18 років, 55,8 % — особи у віці 18—64 років, 17,7 % — особи у віці 65 років та старші. Медіана віку мешканця становила 38,2 року. На 100 осіб жіночої статі у місті припадало 93,7 чоловіків;  на 100 жінок у віці від 18 років та старших — 90,8 чоловіків також старших 18 років.
Середній дохід на одне домашнє господарство  становив 51 528 доларів США (медіана — 38 345), а середній дохід на одну сім'ю — 57 266 доларів (медіана — 42 813). Медіана доходів становила 38 352 долари для чоловіків та 32 542 долари для жінок. За межею бідності перебувало 23,1 % осіб, у тому числі 34,7 % дітей у віці до 18 років та 10,8 % осіб у віці 65 років та старших.
Цивільне працевлаштоване населення становило 3025 осіб. Основні галузі зайнятості: освіта, охорона здоров'я та соціальна допомога — 18,3 %, роздрібна торгівля — 11,8 %, сільське господарство, лісництво, риболовля — 11,5 %.